# Anthurium sagittaria
Anthurium sagittaria är en kallaväxtart som beskrevs av Jean Jules Linden och Heinrich Wilhelm Schott. Anthurium sagittaria ingår i släktet Anthurium och familjen kallaväxter. Inga underarter finns listade.